# 杭瀬北新町
杭瀬北新町（くいせきたしんまち）は、兵庫県尼崎市にある町丁。1丁目から4丁目まである。郵便番号は660-0815。座標: 北緯34度43分19.383秒 東経135度26分27.272秒 / 北緯34.72205083度 東経135.44090889度

## 地理
東は梶ケ島・杭瀬寺島、西は東大物町、南は杭瀬南新町・杭瀬本町、北は長洲中通・長洲東通・常光寺・今福と隣接している。

## 交通

### 鉄道
鉄道は走っていない。

### バス
| 路線番号 | 業者     | 起点     | 町内の停留所                 | 終点       |
| -------- | -------- | -------- | ---------------------------- | ---------- |
| 12       | 阪神バス | 阪急塚口 | (常光寺)-杭瀬団地-(杭瀬本町) | 阪神杭瀬   |
| 24       | 阪神バス | 阪急園田 | (常光寺)-杭瀬団地-(杭瀬本町) | 阪神杭瀬   |
| 50-2     | 阪神バス | 阪神杭瀬 | (杭瀬本町)-杭瀬団地-(常光寺) | 阪神出屋敷 |

## 校区
出典:
| 丁目 | 区域                                                                 | 小学校     | 中学校     |
| ---- | -------------------------------------------------------------------- | ---------- | ---------- |
| 1    | 全域                                                                 | 杭瀬小学校 | 小田中学校 |
| 2    | 全域                                                                 | 杭瀬小学校 | 小田中学校 |
| 3    | １３番10～18号、１５、１７～１９番 ２０番21～47号                    | 杭瀬小学校 | 小田中学校 |
| 3    | １～１２番、１３番1～9、19～23号 １４、１６番、２０番1～20、48～69号 | 長洲小学校 | 小田中学校 |
| 4    | 全域                                                                 | 長洲小学校 | 小田中学校 |

## 施設

### 1丁目
- DAISO 尼崎杭瀬店
- シェアアトリエバンビ
- 吉良整形外科医院
- ホワイト薬局 杭瀬店
- 肉のこばやし 食肉流通センター

### 2丁目
- 尼崎市立杭瀬小学校
- 杭瀬公園

### 3丁目
- 杭瀬自動車学校
- 杭瀬保育所
- 杭瀬北新町子ども広場
- 杭瀬大崩緑地

### 4丁目
- 長洲川緑地
- 和食さと 杭瀬店
- 焼肉 激 尼崎店